# Ndiaga Ndiaye

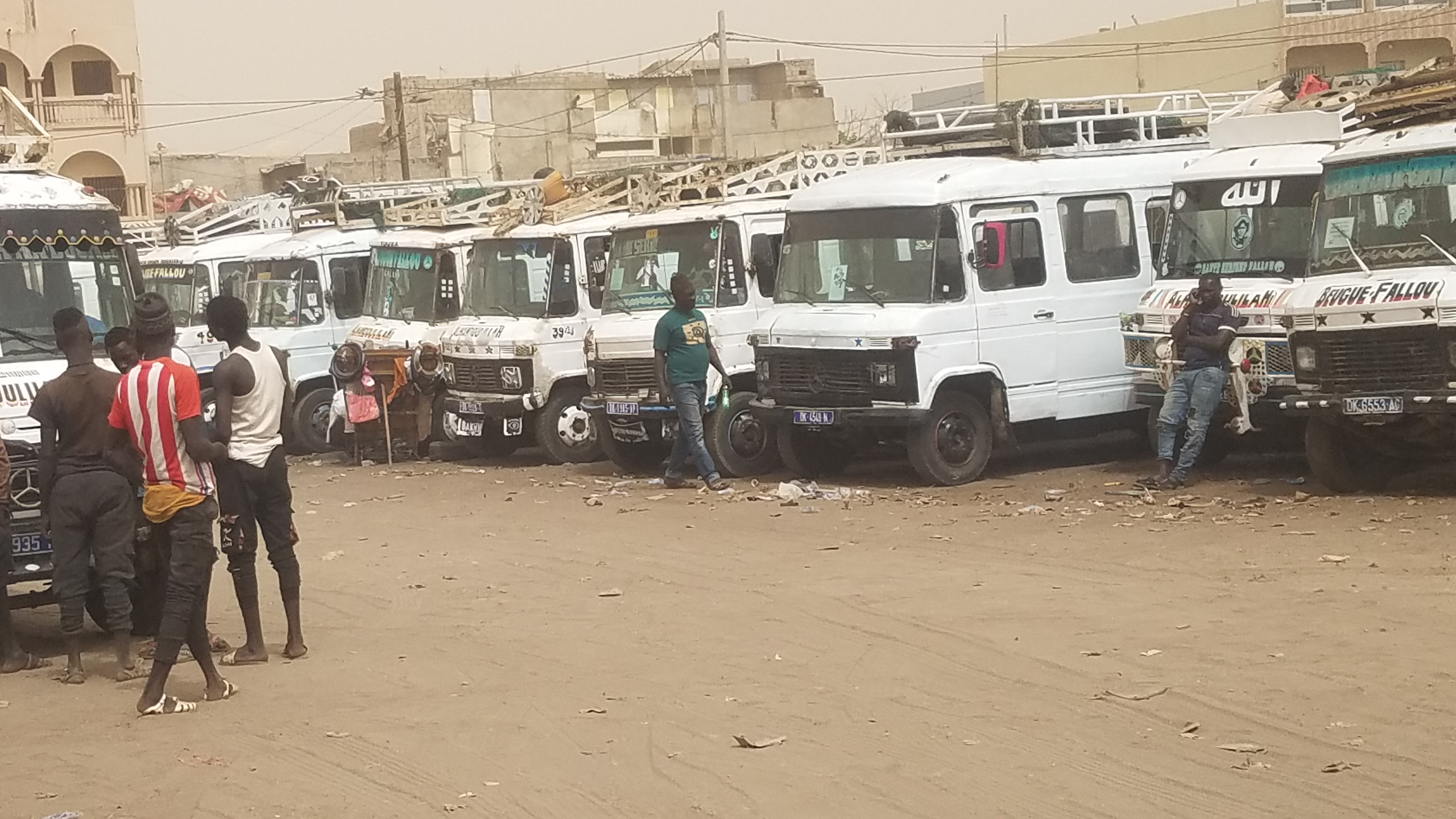
Ndiaga Ndiaye sur un parking à Keur Massar.

Un Ndiaga Ndiaye est un petit bus public utilisé au Sénégal, semblable au Tro Tro ghanéen, au Chicken Bus d'Amérique centrale, ou au Tap Tap haïtien. Son nom provient de celui d'un mécanicien pionnier au Sénégal  El hadji Ndiaga Ndiaye, qui en a développé la conception la plus courante pendant les années 80 et possédait plus de 150 bus. Les Ndiaga Ndiaye sont couramment utilisés pour le transport interurbain de personnes et de marchandises dans tout le Sénégal.
Les bus Ndiaga Ndiaye sont le plus souvent des camions Mercedes-Benz 508d Diesel, convertis pour inclure des banquettes. Les extérieurs sont généralement peints en blanc et couverts de prières, de phrases ouolof, et de silhouettes d'hommes saints. Un grand porte-bagages sur le toit peut être utilisé pour transporter des effets personnels, des pièces de rechange et des produits agricoles. Chaque véhicule est capable de transporter au moins 42 passagers, répartis par rangs de 5.
Chaque bus est géré par un chauffeur et au moins un apprenti, bien que de nombreux bus en transportent 2 ou 3. L'apprenti est chargé de percevoir le prix de la course, de charger la cargaison, et d'identifier les arrêts. Les apprentis se tiennent généralement sur le pare-chocs arrière, s'agrippant à la porte ou au porte-bagages pendant que le bus est en mouvement, signalant les arrêts au conducteur en frappant sur le panneau de carrosserie. Les prix des sièges sont généralement fixes pour un trajet donné, mais les prix des bagages doit toujours être négociés avant l'embarquement.
À cause du vieillissement du parc de bus, de la pollution qu'ils émettent et des dangers associés aux véhicules, le gouvernement sénégalais tente en 2018 de les remplacer par des bus Tata plus récents.